# Stoeberia
Stoeberia é um gênero botânico que abarca a classificação de plantas suculentas da família Aizoaceae.

## História
Stoeberia foi descrito por Dinter e Schwantes, inicialmente, como Z. Sukkulentenk. em 1927.